# Paleobiologia

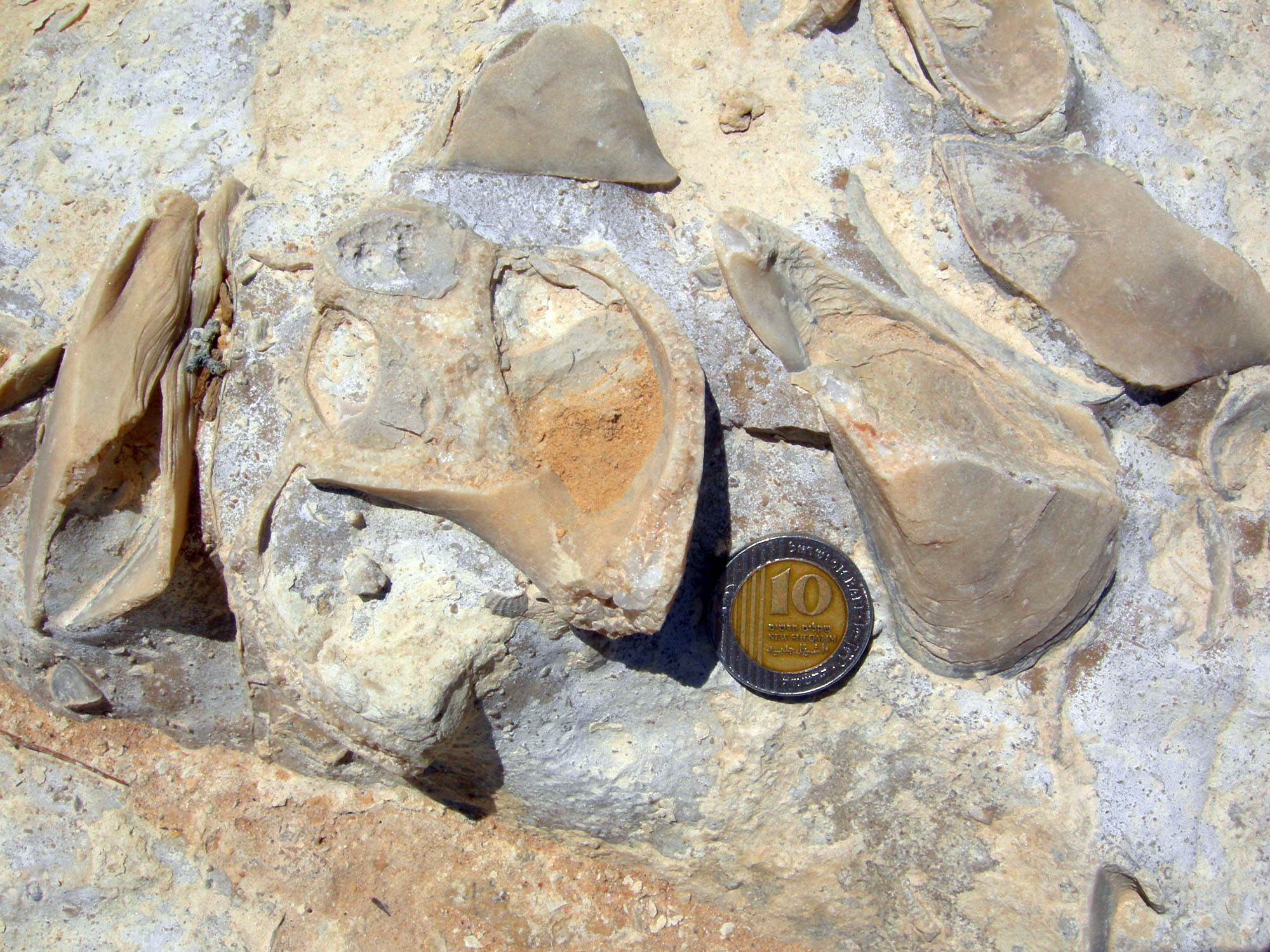
Un gasteropode e un bivalve in un sedimento nel sud di Israele.

La paleobiologia è una disciplina relativamente nuova e in crescita che unisce i metodi e le scoperte di una scienza naturale, la biologia con i metodi e le scoperte di una scienza della terra, la paleontologia. È talora associata alla "geobiologia".
La ricerca paleobiologica utilizza la ricerca sul campo della biologia dei biota contemporanei e dei fossili antichi di milioni di anni per trovare risposta a domande riguardanti l'evoluzione molecolare e la storia evolutiva della vita. In questa ricerca scientifica sono analizzati tipicamente macrofossili, microfossili e tracce fossili. In ogni caso l'analisi biochimica, in corso nel ventunesimo secolo, di campioni di DNA e di RNA appare molto promettente, come pure la ricostruzione dell'albero filogenetico.
Un ricercatore che opera in questo campo è noto come un paleobiologo.

## Aree di ricerca principali
- La paleobotanica applica i principi e i metodi dalla paleobiologia alla flora, specie alle piante terrestri, includendo anche i Funghi e le alghe marine. Vedere anche micologia, ficologia e dendrocronologia.
- La paleozoologia applica i principi e i metodi della paleobiologia allo studio della fauna, sia vertebrati che invertebrati. Vedere anche paleontologia, e paleoantropologia.
- La micropaleontologia applica i principi e i metodi della paleobiologia agli archei, batteri, protisti e polline/spore microscopiche. Vedere anche microfossili e palinologia.
- La paleobiochimica utilizza i principi e i metodi della chimica organica per scoprire e analizzare le testimonianze a livello molecolare della vita nel lontano passato, sia a livello microscopico che macroscopico.
- La paleoecologia studia gli ecosistemi del passato, il clima, e la geografia, per meglio comprendere la vita preistorica.
- La tafonomia analizza la storia post-mortem (ad esempio, decadimento e decomposizione) di un dato organismo individuale, per comprendere il comportamento, la morte e l'ambiente naturale dell'organismo fossile stesso.
- La paleoicnologia analizza le tracce lasciate dagli animali, la bio-erosione, i sentieri, le tane, i segni e altre tracce fossili lasciate da organismi del passato per comprenderne il comportamento e l'ecologia.
- La paleobiologia stratigrafica studia i cambiamenti geologici a lungo termine e a breve termine nel comportamento e nelle caratteristiche degli organismi. Vedere anche stratificazione, rocce sedimentarie e scala delle ere geologiche.
- La paleobiologia dello sviluppo evolutivo studia gli aspetti evolutivi delle modalità e delle traiettorie di crescita e sviluppo nella storia della evoluzione della vita—la tassonomia cladistica sia delle specie estinte che di quelle viventi. Vedere anche radiazione adattativa, biologia evolutiva, biologia dello sviluppo.

## Paleobiologi
Il fondatore o "padre" della moderna paleobiologia è ritenuto essere il Barone Franz Nopcsa (1877-1933), uno scienziato ungherese, vissuto a cavallo fra il diciannovesimo e il ventesimo secolo, e noto anche come il Barone Nopcsa, Ferenc Nopcsa, e Franz Nopcsa von Felsö-Szilvás. Inizialmente egli denominò la disciplina col nome di "paleofisiologia".

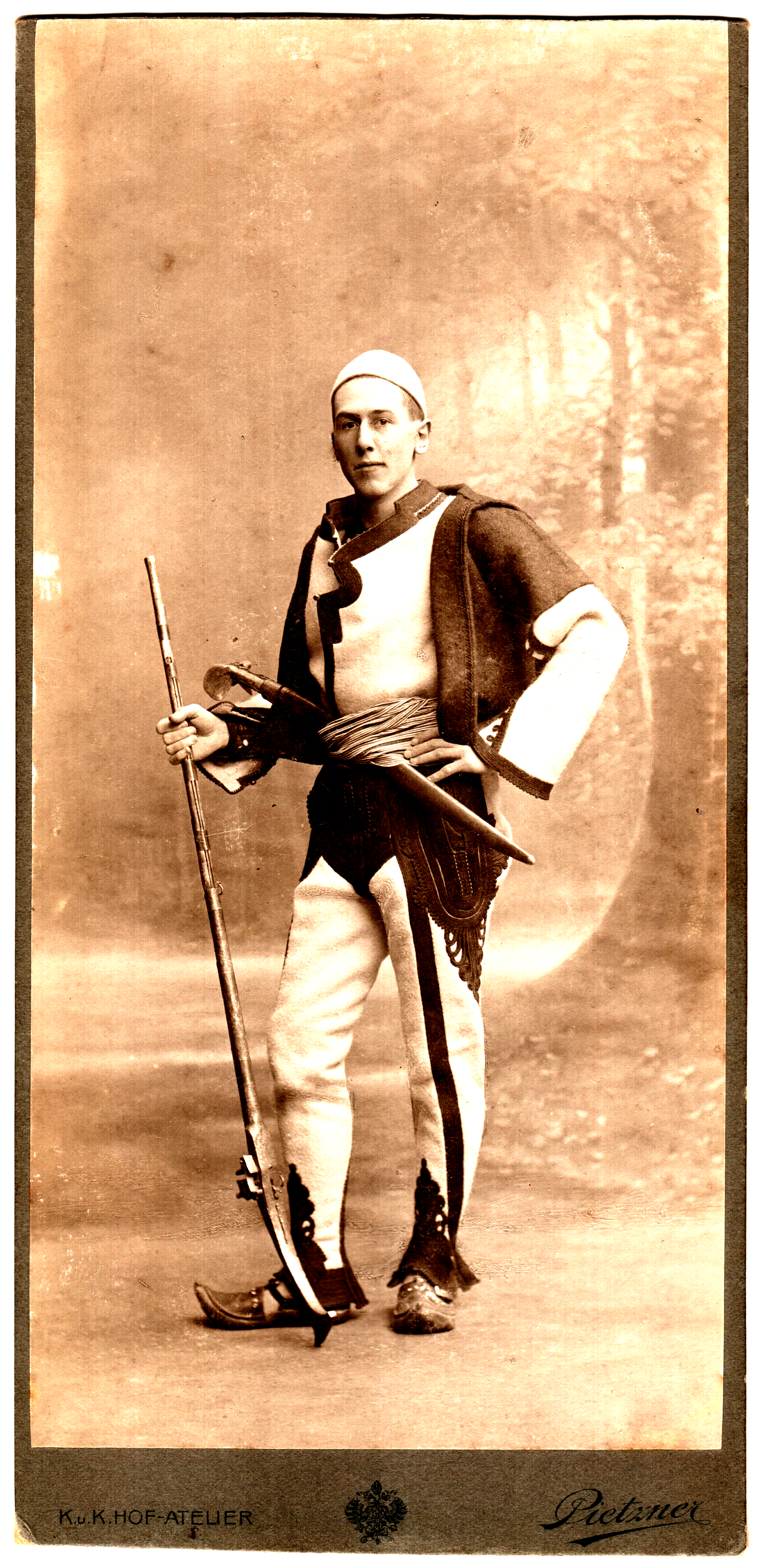
Ferenc Nopcsa - 1913

Il merito di aver coniato il termine paleobiologia va al Professor Charles Schuchert. Egli propose il termine nel 1904, al fine di iniziare una "vasta e nuova scienza" unendo la "paleontologia tradizionale con le scoperte e gli approcci della geologia e della chimica isotopica".
D'altra parte, Charles Doolittle Walcott, che operò presso lo Smithsonian, è stato citato come il "fondatore della paleobiologia precambriana". Sebbene sia conosciuto soprattutto per aver scoperto il giacimento di fossili animali del medio-cambriano, l'Argillite di Burgess, nel 1883, egli scoprì anche le "prime cellule fossili pre-cambriane note alla scienza"—una stromatolite allora nota come alga Cryptozoon. Nel 1899 scoperse le prime cellule fossili di acritarco, un'alga pre-cambriana da lui denominata Chuaria. Infine, nel 1914, Walcott riferì di "piccole cellule e catene di corpi simili a cellule" che appartenevano a dei batteri pre-cambriani batteri porpora.
Paleobiologi vissuti nel resto del ventesimo secolo hanno avuto ruoli importanti nella scoperta degli archei e dei microfossili dell'era proterozoica: Nel 1954, Stanley A. Tyler e Elso S. Barghoorn hanno descritto dei cianobatteri vecchi oltre 2.1 miliardi di anni e microflora affine ai funghi nel loro sito fossile di Gunflint Chert. Undici anni dopo, Barghoorn e J. William Schopf hanno riferito riguardo a della microflora pre-cambriana ben conservata nel loro sito di Bitter Springs che è parte del Lago Amadeus, nel Territorio del Nord dell'Australia.
Infine, nel 1993, Schopf scoperse dei batteri blu-verdi che producono O2 nel sito, vecchio di 3,5 miliardi di anni (Apex Chert), in Pilbara Craton, Marble Bar, nella parte nord-occidentale dell'Australia Occidentale. In questo modo i paleobiologi si sono almeno avvicinati alle origini della "catastrofe dell'ossigeno pre-cambriana."

## Riviste paleobiologiche
- Biology and Geology
- Historical Biology
- Palaios
- Palaeogeography, Palaeoclimatology, Palaeoecology
- Paleobiology
- Paleooceanography